# Moritz Gerhard Thilenius

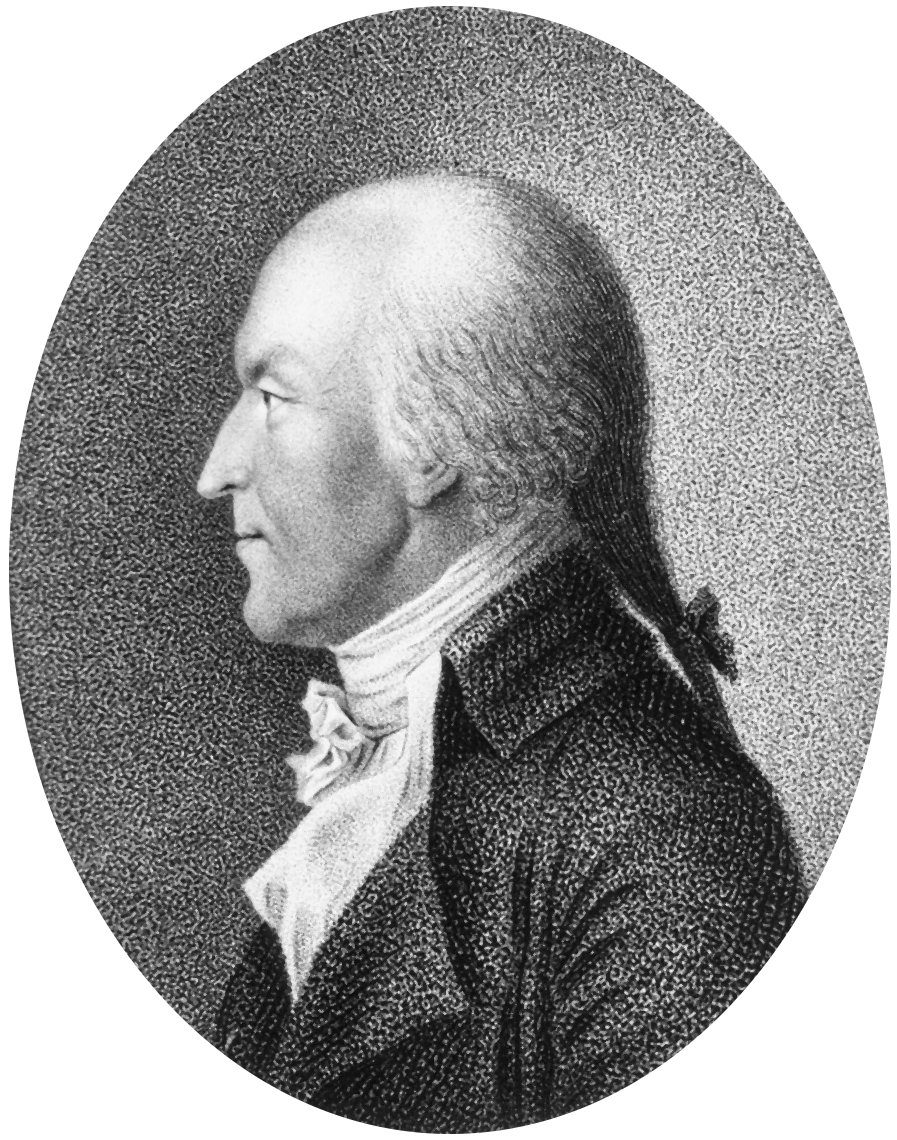
Moritz Gerhard Thilenius

Moritz Gerhard Thilenius (* 30. April 1745 in Eddigehausen; † 29. Januar 1808 in Wiesbaden) war ein deutscher Arzt und Balneologe.

## Leben
Moritz Gerhard Thilenius ist der Begründer einer balneologischen Dynastie, die sich später in Bad Soden am Taunus ansiedelte und die Entwicklung dieses Taunusbades vom 19. in das 20. Jahrhundert entscheidend prägen sollte. Moritz Gerhard Thilenius entstammte einer Arztfamilie. Sein Vater war der „wandernde“ Arzt Johann Heinrich Thilenius und der Großvater Jacob Thilenius ist als „Bruchschneider“ überliefert. Thilenius wuchs in Eddigehausen, einem kleinen Dorf unterhalb der Burg Plesse unweit von Göttingen auf. Die Herrschaft Plesse war eine im Kurfürstentum Hannover liegende hessische Exklave. Moritz Gerhard Thilenius begann 1761 sein Studium der Medizin an der Georg-August-Universität Göttingen. Für ihn spektakulär unterbrochen wurde das Studium dadurch, dass er als „Langer Kerl“ im Auftrage seines Landesherrn Landgraf Friedrich II. von Hessen-Kassel nach Kassel entführt und als Soldat eingesetzt wurde. Die Behörden der Universität Göttingen machten in einer Eingabe an den Landgrafen ihre Bereitschaft deutlich, diesen Fall dem englischen König Georg III. direkt vortragen zu wollen, so dass Friedrich notgedrungen ablassen musste. Nach diesem Zwischenspiel schloss Thilenius sein Studium 1765 mit der Promotion zum Dr. med. ab und begann seine ärztliche Praxis zunächst in Göttingen, wechselte aber 1771 von dort nach Einbeck. Von Einbeck aus erhielt er kurz darauf einen Ruf der hessischen uradligen Familie des Johann Wilhelm Riedesel Freiherr zu Eisenbach (1705–1782), die im hessischen Lauterbach auf Schloss Eisenbach residierte. In Lauterbach führte er 1783 die Impfung gegen die Blattern ein. 1796 wurde er Hof- und Badearzt in Wiesbaden, 1801 Cameralmedicus in Wetzlar. 1803 wurde er Leibarzt von Fürst Friedrich August von Nassau-Usingen mit dem Charakter Geheimrat in Usingen.
Seine Söhne Christian Heinrich Thilenius (1776–1818) und Otto Heinrich Thilenius (1800–1869) wurden ebenfalls bekannte Balneologen.

## Schriften
- De rheumatismi pathologia. Dissertation, Göttingen 1765.
- Kurzer Unterricht für die Hebammen und Wöchnerinnen auf dem Lande. Kassel 1769 ff.
- Medicinische und chirurgische Bemerkungen, Frankfurt a. M. 1789.
  - Daneben erstellte er zahlreiche Brunnenschriften; so beispielsweise für die Mineralquellen in Schwalheim (1772), Hofgeismar (1779), Fachingen (1791, 1792 und 1799) und Ems (1806).
- Das Kränchen-Wasser zu Bad-Ems und seine vortrefflichen Würkungen. – 3. Aufl. – Neuwied : Lichters und Faust, 1821. Digitalisierte Ausgabe der Universitäts- und Landesbibliothek Düsseldorf